# Hindsia violacea
Hindsia violacea là một loài thực vật có hoa trong họ Thiến thảo. Loài này được Benth. ex Lindl. mô tả khoa học đầu tiên năm 1844.